# World Taekwondo Grand Prix 2014
L'edizione del World Taekwondo Grand Prix 2014 si è composta di quattro tappe, concludendosi il 4 dicembre dello stesso anno. 

## Calendario
| Tappa    | Data          | Location   | Note  |
| -------- | ------------- | ---------- | ----- |
| Series 1 | 4–6 luglio    | Suzhou     | [ 1 ] |
| Series 2 | 29–31 agosto  | Astana     | [ 2 ] |
| Series 3 | 24–26 ottobre | Manchester | [ 3 ] |
| Finale   | 3–4 dicembre  | Querétaro  | [ 4 ] |

## Vincitori

### Uomini

#### 58kg
| Competizioni | Oro                | Argento            | Bronzo                       |
| ------------ | ------------------ | ------------------ | ---------------------------- |
| Suzhou       | Kim Tae-hun        | Guilherme Dias     | Lucas Guzmán Safwan Khalil   |
| Astana       | Wei Chen-yang      | Farzan Ashourzadeh | Lucas Guzmán Safwan Khalil   |
| Manchester   | Farzan Ashourzadeh | Zhao Shuai         | César Rodríguez Rui Bragança |
| Querétaro    | Farzan Ashourzadeh | Cha Tae-moon       | Kim Tae-hun                  |

#### 68 kg
| Competizioni | Oro               | Argento        | Bronzo                              |
| ------------ | ----------------- | -------------- | ----------------------------------- |
| Suzhou       | Lee Dae-hoon      | Vasily Nikitin | Behnam Asbaghi Huang Jiannan        |
| Astana       | Aleksey Denisenko | Mark López     | Behnam Asbaghi José Antonio Rosillo |
| Manchester   | Lee Dae-hoon      | Jaouad Achab   | Huang Jiannan Mark López            |
| Querétaro    | Aleksey Denisenko | Joel González  | Behnam Asbaghi                      |

#### 80 kg
| Competizioni | Oro                | Argento            | Bronzo                               |
| ------------ | ------------------ | ------------------ | ------------------------------------ |
| Suzhou       | Aaron Cook         | Albert Gaun        | Sebastián Crismanich Torann Maizeroi |
| Astana       | Mehdi Khodabakhshi | Steven López       | Damon Sansum Torann Maizeroi         |
| Manchester   | Mehdi Khodabakhshi | Aaron Cook         | Tahir Güleç Masoud Hajji-Zavareh     |
| Querétaro    | Albert Gaun        | Mehdi Khodabakhshi | Sebastián Crismanich                 |

#### +80 kg
| Competizioni | Oro            | Argento          | Bronzo                                |
| ------------ | -------------- | ---------------- | ------------------------------------- |
| Suzhou       | Anthony Obame  | Cha Dong-min     | Sajjad Mardani Mahama Cho             |
| Astana       | M'Bar N'Diaye  | Mahama Cho       | Arman-Marshall Silla Jasur Baykuziyev |
| Manchester   | Volker Wodzich | Jasur Baykuziyev | Sajjad Mardani Arman-Marshall Silla   |
| Querétaro    | Cha Dong-min   | Jasur Baykuziyev | Sajjad Mardani                        |

### Donne

#### 49 kg
| Competizioni | Oro              | Argento        | Bronzo                         |
| ------------ | ---------------- | -------------- | ------------------------------ |
| Suzhou       | Wu Jingyu        | Yasmina Aziez  | Kim So-hui Ivett Gonda         |
| Astana       | Lucija Zaninović | Kim Jae-ah     | Lin Wan-ting Ganna Soroka      |
| Manchester   | Brigitte Yagüe   | Ivett Gonda    | Lucija Zaninović Yasmina Aziez |
| Querétaro    | Lucija Zaninović | Brigitte Yagüe | Yasmina Aziez                  |

#### 57 kg
| Competizioni | Oro        | Argento    | Bronzo                     |
| ------------ | ---------- | ---------- | -------------------------- |
| Suzhou       | Eva Calvo  | Kim So-hee | Mayu Hamada Tseng Li-cheng |
| Astana       | Eva Calvo  | Jade Jones | Kim So-hee Ana Zaninović   |
| Manchester   | Eva Calvo  | Jade Jones | Lee Ah-reum Mayu Hamada    |
| Querétaro    | Jade Jones | Eva Calvo  | Mayu Hamada                |

#### 67 kg
| Competizioni | Oro                    | Argento                | Bronzo                               |
| ------------ | ---------------------- | ---------------------- | ------------------------------------ |
| Suzhou       | Chuang Chia-chia       | Anastasia Baryshnikova | Zhang Hua Farida Azizova             |
| Astana       | Guo Yunfei             | Elin Johansson         | Anastasia Baryshnikova Chen Yann-yeu |
| Manchester   | Anastasia Baryshnikova | Elin Johansson         | Nur Tatar Farida Azizova             |
| Querétaro    | Elin Johansson         | Haby Niaré             | Anastasia Baryshnikova               |

#### +67 kg
| Competizioni | Oro             | Argento         | Bronzo                         |
| ------------ | --------------- | --------------- | ------------------------------ |
| Suzhou       | Zheng Shuyin    | Briseida Acosta | Bianca Walkden Milica Mandić   |
| Astana       | Jackie Galloway | Li Donghua      | Lee In-jong Rosana Simón       |
| Manchester   | Milica Mandić   | Reshmie Oogink  | Lee In-jong Furkan Asena Aydın |
| Querétaro    | Reshmie Oogink  | María Espinoza  | Anne-Caroline Graffe           |

## Medagliere
| Posiz. | Nazione       | Oro | Argento | Bronzo | Totale |
| ------ | ------------- | --- | ------- | ------ | ------ |
| 1      | Corea del Sud | 4   | 4       | 6      | 14     |
| 2      | Russia        | 4   | 3       | 2      | 9      |
| 2      | Spagna        | 4   | 3       | 2      | 9      |
| 4      | Iran          | 4   | 2       | 7      | 13     |
| 5      | Cina          | 3   | 2       | 3      | 8      |
| 6      | Taipei cinese | 2   | 0       | 3      | 5      |
| 7      | Croazia       | 2   | 0       | 2      | 4      |
| 8      | Regno Unito   | 1   | 3       | 3      | 7      |
| 9      | Francia       | 1   | 2       | 5      | 8      |
| 10     | Stati Uniti   | 1   | 2       | 1      | 4      |
| 11     | Svezia        | 1   | 2       | 0      | 3      |
| 12     | Isola di Man  | 1   | 1       | 0      | 2      |
| 12     | Paesi Bassi   | 1   | 1       | 0      | 2      |
| 14     | Germania      | 1   | 0       | 1      | 2      |
| 14     | Serbia        | 1   | 0       | 1      | 2      |
| 16     | Gabon         | 1   | 0       | 0      | 1      |
| 17     | Messico       | 0   | 2       | 1      | 3      |
| 17     | Uzbekistan    | 0   | 2       | 1      | 3      |
| 19     | Ungheria      | 0   | 1       | 1      | 2      |
| 20     | Belgio        | 0   | 1       | 0      | 1      |
| 20     | Brasile       | 0   | 1       | 0      | 1      |
| 22     | Argentina     | 0   | 0       | 4      | 4      |
| 23     | Giappone      | 0   | 0       | 3      | 3      |
| 24     | Australia     | 0   | 0       | 2      | 2      |
| 24     | Azerbaigian   | 0   | 0       | 2      | 2      |
| 24     | Bielorussia   | 0   | 0       | 2      | 2      |
| 24     | Turchia       | 0   | 0       | 2      | 2      |
| 28     | Portogallo    | 0   | 0       | 1      | 1      |
| 28     | Ucraina       | 0   | 0       | 1      | 1      |
| Totale | Totale        | 32  | 32      | 56     | 120    |